# Hedobia
Hedobia là một chi bọ cánh cứng bản địa của châu Âu và Cận Đông.